# ジェームズ・J・コリンズ

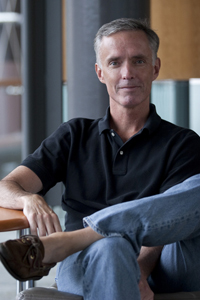
ジェームズ・J・コリンズ

ジェームズ・ジョセフ・コリンズ（James Joseph "Jim" Collins, 1965年6月26日 - ）は、アメリカ合衆国の生物工学者、医用生体工学者。マサチューセッツ工科大学教授。主な業績は合成生物学の基礎となる合成遺伝子回路の研究。

## 経歴
ニューヨーク出身。1987年にホーリークロス大学を卒業し、オックスフォード大学大学院からローズ奨学金を獲得し、1990年に医用工学のPh.D.を取得した。 同年にボストン大学で助教となり、その後教授に就任した。2014年から現職。また2008年から2015年までハワード・ヒューズ医学研究所の研究員も務めた。

## 受賞歴
- 2017年 - ガベイ賞
- 2020年 - マックス・デルブリュック賞、ディクソン賞医学部門
- 2023年 - クラリベイト引用栄誉賞、ファインマン賞実験部門
- 2025年 - ジョン・J・エイベル賞

## 参照
- Collins Lab @ MIT
- James J. Collins, PhD
- James J. Collins, Ph.D